# Ellis Ashmead-Bartlett (homme politique)
Ellis Ashmead-Bartlett (24 août 1849-18 janvier 1902) est un homme politique conservateur britannique d'origine américaine qui siège à la Chambre des communes de 1880 à 1902.

## Jeunesse
Ellis Ashmead-Bartlett est né à Brooklyn, New York, d'Ellis Bartlett de Plymouth, Massachusetts et de Sophia Ashmead de Philadelphie,. Il est le frère aîné de William Burdett-Coutts et, par l'intermédiaire de leur père, ils affirment être descendants de Richard Warren, l'un des passagers du Mayflower.
Peu de temps après la mort de son père en 1852, sa mère déménage en Angleterre où il va à l'école à Torquay, avant d'entrer à Christ Church, Oxford en 1867 (après un court séjour à St Mary Hall, Oxford). Il obtient son diplôme avec mention en droit et histoire en 1871 et est admis au barreau en 1877.
Il est pendant un certain temps l'un des inspecteurs des écoles.

## Politique
Ashmead-Bartlett est élu député de Eye, Suffolk, aux élections générales de 1880. En 1882, sa caricature de "Spy" est publiée dans l'hebdomadaire britannique Vanity Fair (21 octobre 1882) sous le titre "The Patriotic League". La circonscription de Eye est redécoupée par la Redistribution of Seats Act de 1885, et lors des élections générales de 1885, il se porte candidat et remporte la circonscription de Sheffield Ecclesall, qu'il conserve jusqu'à sa mort en 1902. Il sert comme Lord civil de l'Amirauté dans les gouvernements de Lord Salisbury de 1885 à février 1886 et d'août 1886 à 1892. Il est fait chevalier dans les honneurs de dissolution de 1892.
Au cours des années 1890, Ashmead-Bartlett défend la cause du Swaziland contre l'administration de la République sud-africaine. À la fin de 1899, pendant la seconde guerre des Boers, il se rend en Afrique du Sud pour faire pression sur le commandant britannique, Frederick Roberts, pour un poste. En mars, Lord Roberts l'envoie au Swaziland pour rencontrer la régente. Au cours de cette réunion, la reine régente demande la protection britannique du Swaziland. On ne sait pas s'il a initié cette demande .

## Vie privée
En 1874, il épouse Frances Christina Walsh. Son fils aîné par ce mariage, Ellis Ashmead-Bartlett (en), est un correspondant de guerre devenu célèbre pour ses reportages sur la Bataille des Dardanelles.